# ساده (استان پودلاسکی)
ساده (به لهستانی:  Sady) یک روستا در لهستان است که در گمینا دروخیچن واقع شده‌است.